# Rolando Morán
Rolando Morán   (Quetzaltenango, 29 de desembre de 1929 - Ciutat de Guatemala, 11 de setembre de 1998) és el nom de guerra de Ricardo Arnoldo Ramírez de León, un revolucionari guatemalenc, comandant en cap de l'Exèrcit Guerriller dels Pobres i cofundador el 1982 del partit polític Unidad Revolucionaria Nacional Guatemalenca (URNG).

## Biografia
Provinent d'una família notable de Guatemala, Ricardo Ramírez va estudiar dret a la Universitat de San Carlos de Guatemala, l'única universitat del país en aquell temps. A finals dels anys 1940 treballà en una important empresa de construcció que se n'encarregava dels contractes de la carretera interamericana, on destacà per les seves tasques sindicals fins que caigué malalt de tuberculosi. A l'hospital on estava, va convocar una vaga per les males condicions de salut en què vivien els obrers.
Durant el govern de Jacobo Árbenz (1944-1954) s'afilià al Partit Guatemalenc del Treball i també conegué a Ernesto Guevara de la Serna, que va arribar a Guatemala el 1954 mentre feia el seu viatge amb motocicleta per Amèrica Llatina.
En 1954, després de la implementació del projecte de reforma agrària del govern d'Árbenz, el Departament d'Estat dels Estats Units d'Amèrica, la CIA i la United Fruit Company van animar el cop d'estat a Guatemala i al seu lloc van imposar una junta militar que va donar lloc a la presidència del coronel Carlos Castillo Armas. Una de les primeres mesures del nou govern reaccionari va ser l'abolició del Partit Guatemalenc del Treball (PGT), el qual va passar a treballar des de la clandestinitat. En aquest context, Ricardo Ramírez va començar a desenvolupar una intensa lluita política clandestina contra el govern de Castillo.
El 13 de novembre de 1960 es va produir un intent de cop d'estat per part d'alguns oficials de l'exèrcit de Guatemala en contra del general Miguel Ydígoras Fuentes, el qual va ser ràpidament sufocat pel govern. No obstant això, alguns dels oficials involucrats van desertar de les files castrenses i van inciar un moviment guerriller, seguint el model de la Revolució Cubana. El 1962, Ramírez va integrar les Forces Armades Rebels (FAR), una de les primeres organitzacions guerrilleres de Guatemala.
No obstant això, a la dècada del 1970 es va produir una divisió ideològica al si de les FAR, després de la mort del seu comandant Luis Turcios Lima el 1966, en un moment en què es dubtava sobre l'eficàcia dels moviments guerrillers i l'opció de la guerra com a única via possible de solució per als conflictes d'Amèrica Llatina. Alguns dels seus integrants, convençuts de la necessitat de la lluita armada, es van separar i van crear la Nova Organització Revolucionària de Combat, el 19 de gener de 1972. Poc temps després, en la seva primera conferència guerrillera adoptà el nom d'Exèrcit Guerriller dels Pobres (EGP) (una de les quatre organitzacions que més tard conformarien la URNG). Amb el nom de guerra de Rolando Morán, Ricardo Ramírez en va ser el comandant en cap fins a la seva dissolució el 1997.
El primer contingent guerriller de l'EGP es va desplegar a la selva d'Ixcán, al nord del departament del Quiché, desenvolupant el que es va denominar «implantació clandestina al si de les masses». La principal diferència entre l'EGP i el seu antecessor, les FAR, va ser la relació que l'EGP va establir des de l'inici amb les comunitats indígenes, incorporant el tema de la igualtat nacional guatemalenca i el problema indígena dins dels seus estatuts i com una de les seves reivindicacions més importants, al mateix nivell que tots els objectius de qualsevol altra organització radical d'esquerra. El desembre de 1987, el diari mexicà La Jornada va entrevistar Rolando Morán, i aquest va aprofundir en l'organització de la guerrilla i les dificultats a l'hora d'entaular un diàleg amb el govern.

### Acords de pau i defunció
L'EGP es va definir des dels inicis com una organització d'ideologia marxista-leninista, amb una jove avantguarda comunista i revolucionària, adaptada a una estructura militar. La seva influència s'estendria ràpidament a la resta de les poblacions indígenes de Guatemala, sobretot durant el govern del general Efraín Ríos Montt (1982-1983), en què es va aplicar la política de «guerra arrasada» a la guerra civil guatemalenca contra la població civil, arribant-se a parlar d'extermini en diferents ocasions. En aquesta dècada l'EGP va arribar a comptar amb un nombre de 250.000 combatents repartits en diferents fronts guerrillers.
El 1996 Guatemala va entrar en un procés de pacificació impulsat pel nou president Álvaro Arzú per a restaurar la democràcia al país centreamericà. Per primera vegada un govern es va decidir a dialogar seriosament amb la guerrilla per a trobar una sortida pacífica al conflicte. El 29 de desembre del 1996, la URNG, Rolando Morán i el president Álvaro Arzú van posar fi mitjançant una acord de pau a Oslo a 36 anys de guerra civil a Guatemala.
En 1996 Ramírez va rebre el premi per la pau Félix Houphouët-Boigny atorgat per la UNESCO. La URNG es va transformar en un partit polític que va dirigir com a secretari general fins a defunció. El 13 de setembre del 1998, Rolando Morán va morir d'una aturada cardíaca a la ciutat de Guatemala.

## Obra publicada
- Saludos Revolucionarios: La historia reciente de Guatemala desde la óptica de la lucha guerrillera (1984-1996)